# 黄瑀
黄瑀，闽县（今福建福州）人，宋朝政治人物。
黄瑀曾接替龚相任华亭县知县一职，1155年由王崧接任。